# 雷亞·達·席爾瓦
雷亞·達·席爾瓦（葡萄牙語：Léia Silva，1985年3月1日—），巴西女子排球運動員，司職自由人。現時效力於巴超米拿斯女排俱乐部。
她是巴西國家女子排球隊隊員。她代表巴西出戰2014年世界女子排球錦標賽奪得銅牌。和2016年夏季奧林匹克運動會。

## 獎項

### 个人荣誉
- 2018年南美洲俱樂部錦標賽：最佳自由人
- 2019年南美洲俱樂部錦標賽：最佳自由人
- 2020年南美洲俱樂部錦標賽：最佳自由人

### 國家隊
- 2014年世界女排大獎賽： - 金牌
- 2014年世界女子排球錦標賽： - 銅牌
- 2015年世界女排大獎賽： - 銅牌
- 2016年世界女排大獎賽： - 金牌
- 2019年世界女排聯賽： - 銀牌

### 俱樂部
- 2011年南美洲俱樂部錦標賽： - 金牌（巴魯埃里女排俱樂部（英语：Minas Tênis Clube (women's volleyball)））
- 2018年南美洲俱樂部錦標賽： - 金牌（米拿斯女排俱乐部（英语：Minas Tênis Clube (women's volleyball)））
- 2019年南美洲俱樂部錦標賽： - 金牌（米拿斯女排俱乐部（英语：Minas Tênis Clube (women's volleyball)））
- 2020年南美洲俱樂部錦標賽： - 金牌（米拿斯女排俱乐部（英语：Minas Tênis Clube (women's volleyball)））